# 陶醒世
陶醒世（1933年8月—），河南信阳人，中华人民共和国学者、政治人物，湖北省政协原副主席，第九届全国政协委员。